# Halieutaea fumosa
Halieutaea fumosa är en fiskart som beskrevs av Alcock, 1894. Halieutaea fumosa ingår i släktet Halieutaea och familjen Ogcocephalidae. Inga underarter finns listade i Catalogue of Life.